# Бэнфилд, Джиллиан
Джиллиан Бэнфилд (англ. Jillian F. Banfield; род. 1959, Армидейл, Австралия) — американский биогеохимик и геомикробиолог, первоначально минералог и геохимик, сосредоточившаяся на взаимосвязи между микроорганизмами и их химическими средами. Профессор Калифорнийского университета в Беркли (с 2001). Член НАН США (2006) и АН Австралии (2015), а также Лондонского королевского общества (2018).
Отмечена медалью Бенджамина Франклина (2011) и другими наградами.

## Биография
Окончила Австралийский национальный университет со степенями бакалавра B.Sc. с отличием — училась в 1978—1981 годах, — и магистра M.Sc. — занималась в 1983—1985 годах. В 1982—1983 годах работала геологом. Переехала в США для получения докторской степени в Университете Джонса Хопкинса, занималась там в 1986—1990 годах и получила степени магистра и Ph.D. С 1990 года преподавала в Висконсинском университете в Мадисоне, с 1999 года — профессор. Являлась профессором в Минералогическом институте Университета Токио. С 2001 года профессор Калифорнийского университета в Беркли.
Автор работ в Nature.

## Награды и отличия
- 1999 — Стипендия Мак-Артура[4]
- 2000 — Стипендия Гуггенхайма
- 2010 — Dana Medal[англ.] Американского минералогического общества
- 2011 — Премия Л’Ореаль — ЮНЕСКО «Для женщин в науке»
- 2011 — Медаль Бенджамина Франклина
- 2017 — Премия В. М. Гольдшмидта, высшее отличие Geochemical Society[англ.]
- Microbiology Society Prize Medal[англ.] (2018)
- Urey Medal[англ.] (2020)

Почётный доктор Швейцарской высшей технической школы Цюриха (2013) и Университета имени Бен-Гуриона (2015).